# Salvinorina A
La salvinorina A è un allucinogeno dissociativo e psichedelico. In natura si trova esclusivamente nella Salvia divinorum, insieme a molti altri composti chimicamente analoghi. Solubile in solventi organici come etanolo o acetone, meno nell'acqua.

## Chimica
Chimicamente la molecola è un diterpenoide neoclerodano. Non contiene nessun atomo di azoto, quindi non è un alcaloide, contrariamente a tutti gli altri psichedelici naturali (bufotenina, mescalina, psilocibina ecc.) e a molti psichedelici semi-sintetici (LSD).
È possibile sintetizzarla ma è meno dispendioso estrarla dalla pianta.

## Farmacodinamica
La salvinorina A è un agonista dei recettori κ-oppioidi e recentemente si è scoperta una sua moderata affinità per alcuni sottotipi di recettori della dopamina, diversamente dagli altri psichedelici, la cui azione è mediata soprattutto dalle loro proprietà agoniste nei confronti dei recettori 5-HT2A della serotonina.
Psicoattiva a dosi di appena 200µg, è il più potente allucinogeno naturale conosciuto.
Non manifesta una particolare tossicità neanche a dosi elevate ma il rischio di un'esperienza di profondi terrore e disforia è presente ad ogni assunzione. Queste crisi, in gergo bad trip, sono quasi sempre temporanee.
Se l'individuo presentava già patologie psichiche latenti, si corre il rischio di una slatentizzazione.

## Stato legale
- L'Australia è stata la prima nazione al mondo ad aver vietato la Salvia divinorum e la salvinorina A: la legge è entrata in vigore il 1º giugno 2002.[1]
- Spagna: nel 2004 il Ministero della Salute spagnolo ha decretato illegale la vendita di Salvia divinorum o estratti contenenti salvinorina A; non sono regolamentati l'uso o il possesso.[2]
- In Italia negli smart shop venivano regolarmente venduti sia estratti sia le foglie secche della salvinorina ma dal 2005 la salvinorina A è inserita in Tabella I al pari di eroina e cocaina.[3]
- Paesi Bassi: La vendita, l'acquisto e il possesso di Salvia divinorum o estratti contenenti salvinorina A non sono soggette a limitazioni, reperibili in qualunque smart shop olandese.[4]
- Estonia, Norvegia, Islanda, Finlandia: autorizzato l'uso terapeutico sotto prescrizione medica.[1]